# Cijayana
Cijayana is een bestuurslaag in het regentschap Garut van de provincie West-Java, Indonesië. Cijayana telt 2838 inwoners (volkstelling 2010).